# Leeds United Association Football Club 2012-2013
Questa voce raccoglie le informazioni riguardanti il Leeds United Association Football Club nelle competizioni ufficiali della stagione 2012-2013.

## Rosa
| N. |                        | Ruolo | Calciatore                   |
| -- | ---------------------- | ----- | ---------------------------- |
| 1  | Irlanda (bandiera)     | P     | Paddy Kenny                  |
| 2  | Inghilterra (bandiera) | D     | Lee Peltier (vice-capitano)  |
| 3  | Inghilterra (bandiera) | D     | Adam Drury                   |
| 4  | Inghilterra (bandiera) | D     | Tom Lees                     |
| 5  | Inghilterra (bandiera) | D     | Jason Pearce (vice-capitano) |
| 7  | Irlanda (bandiera)     | C     | Paul Green                   |
| 8  | Giamaica (bandiera)    | C     | Rodolph Austin               |
| 9  | Galles (bandiera)      | A     | Steve Morison                |
| 11 | Inghilterra (bandiera) | A     | Luke Varney                  |
| 12 | Inghilterra (bandiera) | P     | Jamie Ashdown                |
| 14 | Irlanda (bandiera)     | D     | Aidan White                  |
| 15 | Inghilterra (bandiera) | D     | Stephen Warnock              |
| 17 | Inghilterra (bandiera) | C     | Michael Brown                |

| N. |                               | Ruolo | Calciatore     |
| -- | ----------------------------- | ----- | -------------- |
| 18 | Inghilterra (bandiera)        | C     | Michael Tonge  |
| 19 | Inghilterra (bandiera)        | C     | David Norris   |
| 21 | Senegal (bandiera)            | A     | El Hadji Diouf |
| 22 | Rep. Centrafricana (bandiera) | A     | Habib Habibou  |
| 25 | Inghilterra (bandiera)        | D     | Sam Byram      |
| 26 | Inghilterra (bandiera)        | A     | Dominic Poleon |
| 27 | Inghilterra (bandiera)        | C     | Sanchez Payne  |
| 28 | Sudafrica (bandiera)          | A     | Davide Somma   |
| 30 | Inghilterra (bandiera)        | C     | Ryan Hall      |
| 32 | Galles (bandiera)             | C     | Chris Dawson   |
| 44 | Scozia (bandiera)             | A     | Ross McCormack |
|    | Inghilterra (bandiera)        | D     | Leigh Bromby   |